# Třída Courbet
Třída Courbet byla třída francouzských bitevních lodí, které tvořily vůbec první generaci francouzských dreadnoughtů. Celkem byly postaveny čtyři jednotky této třídy. Ve službě byly v letech 1913–1944. Účastnily se první i druhé světové války.
Tato třída svou kvalitou nepředstavovala světovou špičku, kvalita její konstrukce a pancéřování byla spíše podprůměrná. Kotle mohly topit pouze uhlím a hlavní děla měla kvůli nízké elevaci a dostřel pouhých 12 500 metrů, což bylo napravováno v pozdějších modernizacích.

## Stavba
Celkem byly v letech 1910–1914 postaveny čtyři jednotky této třídy.
Jednotky třídy Courbet:
| Jméno     | Loděnice                               | Založení kýlu | Spuštěna | Vstup do služby    | Stav |
| --------- | -------------------------------------- | ------------- | -------- | ------------------ | --- |
| Courbet   | Arsenal de Brest                       | 1910          | 1911     | 19. listopadu 1913 | Od července 1940 v silách Svobodných Francouzů, využívána jako plovoucí kasárna. Dne 9. června 1944 potopena jako součást vlnolamu. |
| France    | Ateliers et Chantiers de la Loire      | 1911          | 1912     | srpen 1914         | Dne 26. srpna 1922 ztroskotala u pobřeží Bretaně.                                                                                   |
| Jean Bart | Arsenal de Brest                       | 1910          | 1911     | 5. června 1913     | Vyřazena 1937. Stacionární cvičná loď Océan. Po válce sešrotována.                                                                  |
| Paris     | Forges et Chantiers de la Méditerranée | 1911          | 1912     | 1. srpna 1914      | Od července 1940 v silách Svobodných Francouzů, využívána jako plovoucí kasárna. Po válce sešrotována.                              |

## Konstrukce

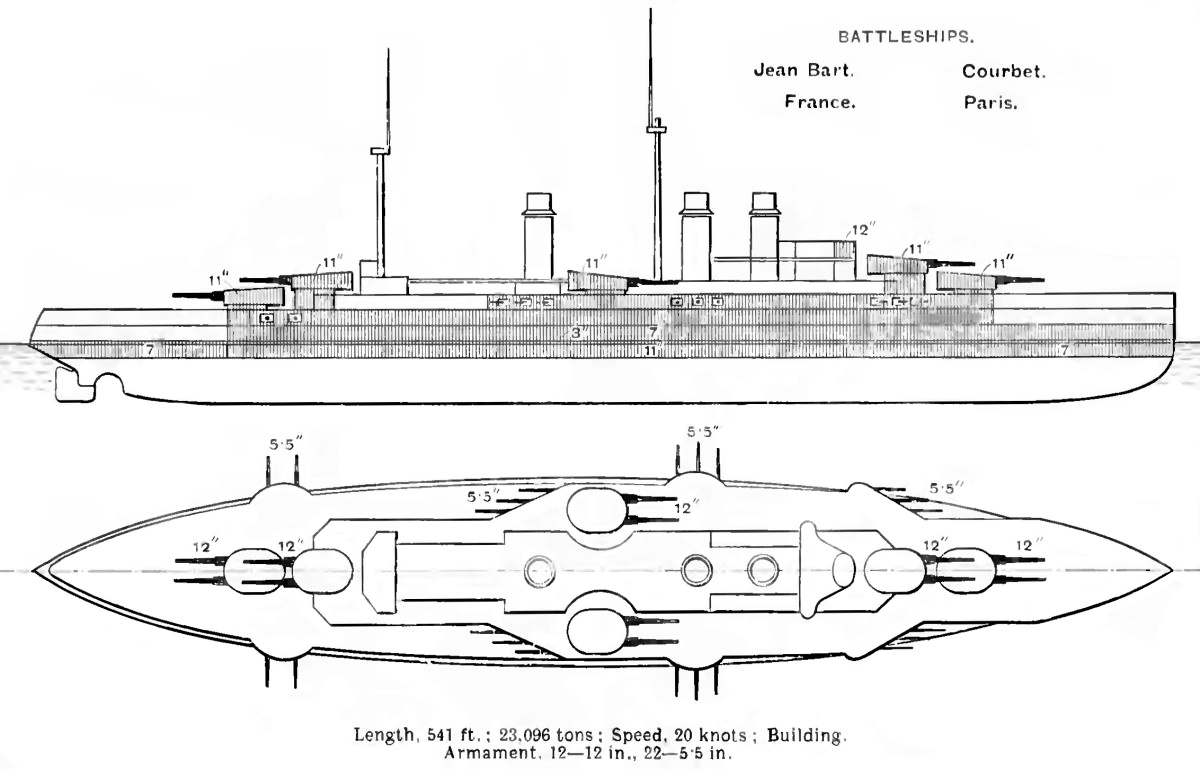
Základní uspořádání třídy

Hlavní výzbroj lodí tvořilo šest dvoudělových věží s kanóny ráže 305 mm. Dvě byly na přídi, dvě na zádi a poslední dvě na bocích trupu po stranách nástavby. Sekundární výzbroj tvořilo 22 kusů 138,6mm kanónů v kasematách a lehkou výzbroj čtyři 47mm kanóny. Lodě také měly čtyři pevné podhladinové 457mm torpédomety. Pohonný systém tvořila čtyři turbínová soustrojí a 24 kotlů.

## Služba

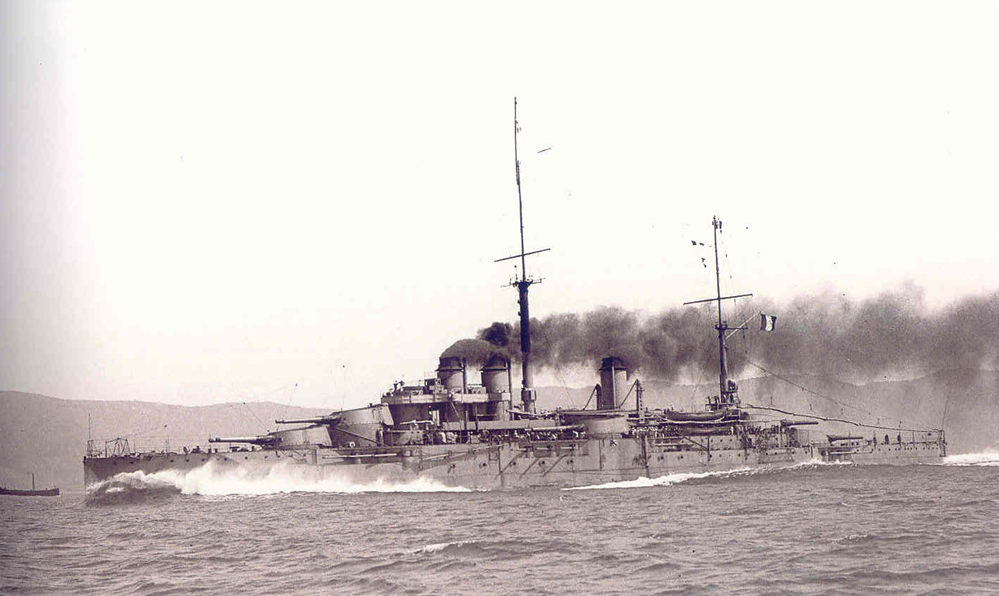
Paris v roce 1914

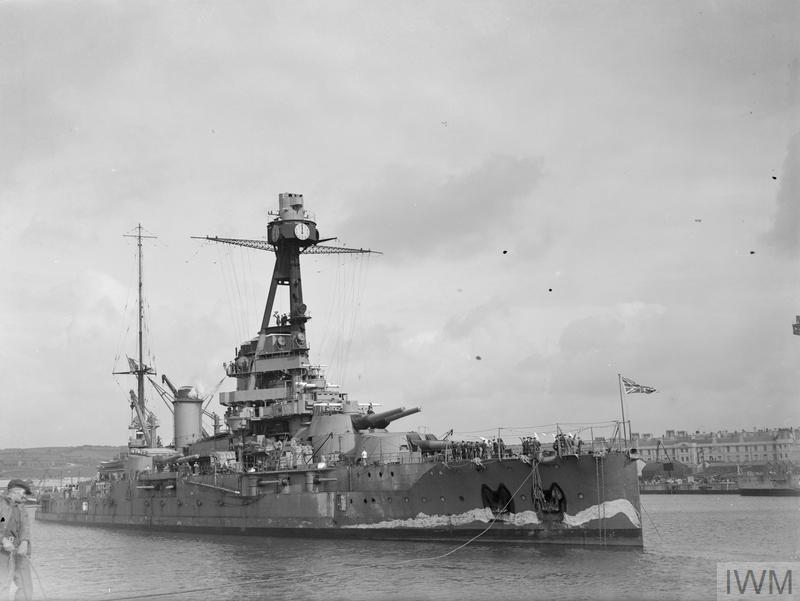
Paris v roce 1940

Všechna čtyři plavidla za první světové války sloužila ve Středomoří a podílela se zde na blokádě Otrantského průlivu. Po skončení války byly France a Jean Bart v rámci intervence sil Dohody v Ruské občanské válce odeslány do Černého moře, kde u Sevastopolu operovaly proti Bolševikům. Posádky obou lodí 19. dubna 1919 provedly vzpouru a vyvěsili rudé vlajky, k čemuž se přidalo několik dalších plavidel francouzské eskadry. Nakonec musely odplout z oblasti.
Dne 26. srpna 1922 France v zátoce Quibernon u pobřeží Bretaně ztroskotala na skaliskách. Ostatní tři lodě byly v meziválečné době několikrát modernizovány. Změnila se u nich například lehká výzbroj, byl modernizován pohon (u Courbet a Jean Bart dva přední komíny nahradil jeden), systém řízení palby a také byla zvětšena elevace a tím pádem i dostřel hlavních děl.
Za druhé světové války lodě této třídy nečekalo žádné významné nasazení. Courbet a Paris se po porážce Francie podařilo uniknout do Velké Británie, kde byly posléze násilně obsazeny Brity. Courbet byla po týdnu předána Svobodným Francouzům a sloužila jako ubytovací loď až do doby, než byla při invazi do Normandie potopena jako součást vlnolamu na pláži Sword. Paris sloužila celou válku jako ubytovací plavidlo a ve stejné roli fungovala až do sešrotování i po svém poválečném předání zpět do Francie. Jean Bart byl v polovině 30. let odzbrojen a přeměněn na školní loď, válku přečkal a byl po ní sešrotován.